# Филаделфия (бронепалубен крайцер, 1889)
Вижте пояснителната страница за други значения на Филаделфия.
Филаделфия (на английски: USS Philadelphia, C-4) е бронепалубен крайцер на ВМС на САЩ.

## Проектиране
Конструкцията на крайцера е с основа проект на британската фирма Armstrong Whitworth („Армстронг“), създаден от нея за участие в конкурс за построяване на бронепалубен крайцер за испанския флот. След като губи конкурса, сър Хенри Армстронг продава чертежите на американския флот. Според основните си характеристики проекта е типичен „елсуикски крайцер“, които тип кораби в сериозни бройки се строят от „Армстронг“ за експорт. Оригиналният британски проект е повторен в крайцера „Балтимор“, докато „Филаделфия“ е не особено успешен творчески продукт в резултат на преработката на оригиналния проект от американските конструктори.

## Конструкция

### Въоръжение
Главният калибър е представен от 152 mm оръдия Mark I модел 1883 г. с дължина на ствола 30 калибра. Масата на оръдието е 4994 kg, то изстрелва бронебойни снаряди с тегло 47,7 kg с начална скорост от 594 m/s. Далечината на стрелба, при ъгъл на възвишение 15,3°, достига 8230 m. Скорострелността им е 1,5 изстрела в минута. Всички оръдия разположени в бордови спонсони.
Останалата артилерия е от маломощни оръдия калибри 57 mm и 37 mm. Последните могат да изстрелват до 25 снаряда в минута.

## Коментари
1. ↑  Всички характеристики са приведени според Ненахов Ю. Ю. Указ. Соч. С. 213 – 214.
2. ↑  Префиксът „USS“ е от на английски: United States Ship (Кораб на Съединените щати).
3. ↑  Буквите показват принадлежността на кораба към съответен клас: ВВ – линкор, СС, CL, СА – съответно линеен, лек или тежък крайцер, CV – самолетоносач, DD – разрушител, SS – подводница и т.н.